# Бондарєва Наталя Володимирівна
Наталія Володимирівна Бондарєва (нар. 10 листопада 1961, Горлівка, Донецька область, УРСР) — українська підприємиця, власниця лікеро-горілчаного холдингу «ГК Баядера».
Згідно з рейтингом журналу «НВ» входить у ТОР-100 найбагатших українців (2017), за версією журналу «Фокус» — у 40 найбагатших людей України (2018).

## Життєпис
Наталія Бондарєва народилася 10 листопада 1961 у місті Горлівка, Донецької області. Закінчила Донецький державний університет (спеціальність — бухгалтерський облік, аналіз фінансово-господарської діяльності, ревізія і контроль).

## Карє'ра
У 1983 році почала працювати в Донбаському ремонтно-будівельному управлінні, де за 10 років роботи стала головною бухгалтеркою. З 1993 року працювала на керівних посадах у Горлівській податковій інспекції. У 2001-у очолила фінансовий та юридичний напрямок компанії «Баядера», власницею якої була її сестра Ольга Нечитайло-Риджок. У 2012 році від важкого онкологічного захворювання вмирає Ольга Нечитайло-Ріджок, і Бондарєва з племінником поділяють сфери бізнесу: Святослав Нечитайло займається розвитком торгової мережі «ЕКО-маркет», Наталя Бондарєва — «Баядерою».
Станом на 2020 рік Наталія Бондарєва посідає 57 сходинку українського рейтингу «Форбс», її статки оцінюють у $135 млн.

## Особисте життя
Племіник Святослав Нечитайло — власник мережі супермаркетів «ЕКО-маркет».